# Dromina
Dromina (iriska: Drom Aidhne) är en ort i republiken Irland.   Den ligger i grevskapet County Cork och provinsen Munster, i den sydvästra delen av landet, 210 km sydväst om huvudstaden Dublin. Dromina ligger 166 meter över havet och antalet invånare är 269.
Terrängen runt Dromina är platt.Runt Dromina är det ganska glesbefolkat, med 23 invånare per kvadratkilometer. Närmaste större samhälle är Ráth Luirc, 9,7 km nordost om Dromina. Trakten runt Dromina består i huvudsak av gräsmarker.